# Північна область (Буркіна-Фасо)
Північна (фр. Nord) — область на півночі Буркіна-Фасо.
- Адміністративний центр — місто Уахігуя.
- Площа — 17 601 км², населення — 1 182 770 осіб (2006 рік).

Чинний губернатор Північної області — Анрі Ямеого.

## Географія
На північному сході межує з областю Сахель, на сході — з Північно-Центральною областю, на південному сході — з Центральне Плато, на півдні — з Західно-Центральною областю, на заході — з Букле-ду-Мухун, на півночі — з Малі.

## Населення
Населення в основному складається з представників народу мосі, а також фульбе.

## Адміністративний поділ
В адміністративному відношенні Північна область підрозділяється на 4 провінції:
| Провінція | Адм. центр | Населення, чол. (2006) |
| --------- | ---------- | ---------------------- |
| Лорум     | Титао      | 142 990                |
| Пассоре   | Яко        | 322 873                |
| Ятенга    | Уахігуя    | 547 952                |
| Зондома   | Гурсі      | 168 955                |

## Економіка
Основне заняття місцевих жителів — сільське господарство.